# Solanum fragile
Solanum fragile är en potatisväxtart som beskrevs av Hugh Algernon Weddell. Solanum fragile ingår i släktet skattor som ingår i familjen potatisväxter. Inga underarter finns listade i Catalogue of Life.